# Lotus T127
Lotus T127 — гоночный автомобиль с открытыми колёсами, спроектированный и построенный малайзийской командой Lotus Racing для участия в сезоне 2010 Формулы-1. Пилоты команды - Ярно Трулли и Хейкки Ковалайнен. Официальная презентация нового болида состоялась в Лондоне 12 февраля 2010 года. Первые тесты нового болида прошли 17 февраля 2010 года на трассе Херес. За руль сел тест-пилот команды малаец Файруз Фаузи.

## История выступлений
На квалификации первого этапа Ярно Трулли и Хейкки Ковалайнен квалифицировались двадцатым и двадцать первым соответственно, уступив из новых команд лишь пилоту Virgin Racing и бывшему напарнику Трулли — Тимо Глоку. В гонке команда могла стать первой командой из новичков, кто смог добраться до финиша обеими машинами, но за несколько кругов до финиша у итальянца начались проблемы с гидравликой и он не смог финишировать.
Шасси Lotus T127 не позволило пилотам Lotus Racing заработать очков в дебютном сезоне, но сезон стал успешным. Команда стала лучшей из новичков, заняла десятое место в Кубке Конструкторов и получила призовые выплаты от руководства Чемпионата.

## Результаты выступлений в Формуле-1
| Легенда к таблице |                                                                    |
| --- | ------------------------------------------------------------------ |
| В таблице перечислены результаты всех Гран-при Формулы-1, в которых использовался автомобиль. Строками таблицы являются сезоны, столбцами — этапы чемпионата мира. В каждой клетке указаны сокращённое название этапа и результат, дополнительно обозначенный цветом. Расшифровка обозначений и цветов представлена в нижеследующей таблице. |                                                                    |
| \| Пример \| Описание \| \| ------------ \| ------------------------------------------------------------------ \| \| 1 \| Победитель \| \| 2 \| Второе место \| \| 3 \| Третье место \| \| 5 \| Финишировал, заработав очки \| \| Сход \| Не финишировал, но при этом заработал очки \| \| 12 \| Финишировал, не получив очков \| \| НКЛ \| Финишировал, но не попал в финальную классификацию \| \| 15 \| Участвовал вне зачёта, либо по отдельной классификации \| \| 18 \| Не финишировал, но попал в финальную классификацию \| \| Сход \| Не финишировал \| \| НКВ \| Не прошёл квалификацию \| \| НПКВ \| Не прошёл предквалификацию \| \| ДСК \| Дисквалифицирован \| \| ИСК \| Исключён из протокола соревнований \| \| ТТ \| Заявлен для участия только в тренировках \| \| НС \| Участвовал в квалификации, но не стартовал в гонке \| \| Т \| Травмирован или болен \| \| ОТК \| Отказ от участия \| \| НТР \| Прибыл на соревнования, но на трассу не выезжал \| \| НПР \| Был заявлен в числе участников, но не прибыл к началу соревнований \| \| О \| Соревнования отменены \| \| \| Не участвовал \| \| Поул-позиция \| \| \| Быстрый круг \| \| |                                                                    |
| Пример | Описание                                                           |
| 1 | Победитель                                                         |
| 2 | Второе место                                                       |
| 3 | Третье место                                                       |
| 5 | Финишировал, заработав очки                                        |
| Сход | Не финишировал, но при этом заработал очки                         |
| 12 | Финишировал, не получив очков                                      |
| НКЛ | Финишировал, но не попал в финальную классификацию                 |
| 15 | Участвовал вне зачёта, либо по отдельной классификации             |
| 18 | Не финишировал, но попал в финальную классификацию                 |
| Сход | Не финишировал                                                     |
| НКВ | Не прошёл квалификацию                                             |
| НПКВ | Не прошёл предквалификацию                                         |
| ДСК | Дисквалифицирован                                                  |
| ИСК | Исключён из протокола соревнований                                 |
| ТТ | Заявлен для участия только в тренировках                           |
| НС | Участвовал в квалификации, но не стартовал в гонке                 |
| Т | Травмирован или болен                                              |
| ОТК | Отказ от участия                                                   |
| НТР | Прибыл на соревнования, но на трассу не выезжал                    |
| НПР | Был заявлен в числе участников, но не прибыл к началу соревнований |
| О | Соревнования отменены                                              |
| | Не участвовал                                                      |
| Поул-позиция |                                                                    |
| Быстрый круг |                                                                    |

| Год  | Команда      | Мотор              | Шины | Пилоты     | 1   | 2   | 3   | 4    | 5   | 6    | 7    | 8    | 9    | 10  | 11   | 12  | 13  | 14   | 15   | 16  | 17   | 18  | 19   | Место | Очки |
| ---- | ------------ | ------------------ | ---- | ---------- | --- | --- | --- | ---- | --- | ---- | ---- | ---- | ---- | --- | ---- | --- | --- | ---- | ---- | --- | ---- | --- | ---- | ----- | ---- |
| 2010 | Lotus Racing | Cosworth CA2010 V8 | B    |            | БАХ | АВС | МАЛ | КИТ  | ИСП | МОН  | ТУР  | КАН  | ЕВР  | ВЕЛ | ГЕР  | ВЕН | БЕЛ | ИТА  | СИН  | ЯПО | КОР  | БРА | АБУ  | 10    | 0    |
| 2010 | Lotus Racing | Cosworth CA2010 V8 | B    | Трулли     | 17  | НС  | 17  | Сход | 17  | 15 † | Сход | Сход | 21   | 16  | Сход | 15  | 19  | Сход | Сход | 13  | Сход | 19  | 21 † | 10    | 0    |
| 2010 | Lotus Racing | Cosworth CA2010 V8 | B    | Ковалайнен | 15  | 13  | НКЛ | 14   | НС  | Сход | Сход | 16   | Сход | 17  | Сход | 14  | 16  | 18   | 16 † | 12  | 13   | 18  | 17   | 10    | 0    |

† Не финишировал, но был классифицирован, т.к. преодолел более 90% дистанции.